# Vlastimil Plavucha
Vlastimil Plavucha (* 6. November 1968 in Banská Bystrica, Tschechoslowakei) ist ein ehemaliger slowakischer Eishockeyspieler und jetziger -funktionär. 

## Karriere
Vlastimil Plavucha begann seine Karriere als Eishockeyspieler bei TJ VSŽ Košice, für das er zunächst von 1990 bis 1993 in der 1. Liga, der höchsten tschechoslowakischen Spielklasse, aktiv war. Nach Teilung der Tschechoslowakei spielte der Flügelspieler von 1993 bis 1998 weitere fünf Jahre lang für Košice in der neu gegründeten slowakischen Extraliga. In den Spielzeiten 1994/95 und 1995/96 gewann er mit seiner Mannschaft jeweils den slowakischen Meistertitel. Zudem gewann er mit Košice 1997 auf europäischer Ebene den IIHF Continental Cup. Er selbst war ebenfalls überaus erfolgreich und war in den Jahren 1996 und 1998 Toptorschütze der slowakischen Extraliga. In der Saison 1997/98 wurde er zudem in das All-Star Team der Extraliga gewählt.
Von 1998 bis 2000 lief Plavucha für den HKm Zvolen in der slowakischen Extraliga auf. In der Saison 1999/2000 wurde er erneut Toptorschütze der slowakischen Extraliga sowie in deren All-Star Team gewählt. Die Saison 2000/01 begann er bei den SCL Tigers in der Schweizer Nationalliga A und beendete sie beim HC Oceláři Třinec in der tschechischen Extraliga. In der Saison 2001/02 sowie von 2004 bis 2006 trat er erneut für den HKm Zvolen in der slowakischen Extraliga an, wobei er zwischenzeitlich zwei Jahre lang mit dem Eishockey pausiert hatte. Mit Zvolen gewann er in der Saison 2004/05 ebenfalls den IIHF Continental Cup. Zuletzt lief der langjährige Nationalspieler in der Saison 2006/07 in der 1. slowakischen Liga, der zweiten Spielklasse des Landes, für den HC 05 Banská Bystrica aus seiner Heimatstadt auf, ehe er seine aktive Karriere im Alter von 38 Jahren beendete. 
Seit 2007 ist Plavucha als General Manager für den HC 05 Banská Bystrica tätig, der seit 2008 in der slowakischen Extraliga antritt. 

### International
Für die Slowakei nahm Plavucha an der C-Weltmeisterschaft 1994, der B-Weltmeisterschaft 1995 sowie den A-Weltmeisterschaften 1996, 1997, 1999 und 2000 teil. Zudem stand er im Aufgebot seines Landes bei den Olympischen Winterspielen 1994 in Lillehammer sowie beim World Cup of Hockey 1996. Bei der WM 2000 gewann er mit seiner Mannschaft die Silbermedaille.

## Erfolge und Auszeichnungen
| - 1995 Slowakischer Meister mit TJ VSŽ Košice - 1995 Bester Torschütze der slowakischen Extraliga - 1996 Slowakischer Meister mit TJ VSŽ Košice - 1996 Bester Torschütze der slowakischen Extraliga - 1997 IIHF-Continental-Cup-Gewinn mit TJ VSŽ Košice | - 1998 Bester Torschütze der slowakischen Extraliga - 1998 All-Star Team der slowakischen Extraliga - 2000 Bester Torschütze der slowakischen Extraliga - 2000 All-Star Team der slowakischen Extraliga - 2005 IIHF-Continental-Cup-Gewinn mit dem HKm Zvolen |

### International
- 1994 Aufstieg in die B-Weltmeisterschaft bei der C-Weltmeisterschaft
- 1995 Aufstieg in die A-Weltmeisterschaft bei der B-Weltmeisterschaft
- 2000 Silbermedaille bei der Weltmeisterschaft